# (3743) Pauljaniczek
(3743) Pauljaniczek (1983 EW) – planetoida z pasa głównego asteroid okrążająca Słońce w ciągu 3,27 lat w średniej odległości 2,2 j.a. Odkrył ją Evan Barr 10 marca 1983 roku.